# Crocidura armenica
Crocidura armenica је сисар из реда Soricomorpha и фамилије Soricidae.

## Угроженост
Подаци о распрострањености ове врсте су недовољни.

## Распрострањење
Врста има станиште у Јерменији и Азербејџану.